# Histoire de détective
Histoire de détective è un film del 1929, diretto da Charles Dekeukeleire 

## Trama
La didascalia iniziale informa che il film presenta il materiale cinematografico ripreso dal detective dilettante T, incaricato dalla moglie di Jonathan di sorvegliare il marito.
1: "Nuova fuga di Jonathan". Riprese dell'ufficio di T, del materiale presente in esso, della moglie di Jonathan.
2: "Primo tentativo di T: Bruxelles vista da Jonathan". Immagini della città; Jonathan si annoia.
3: "T, nel suo laboratorio, collaziona i documenti". Materiale "scientifico" e fotografico/filmico nel laboratorio di T.
4: "Rincaserà/non rincaserà". Jonathan sta scrivendo un telegramma, che poi straccerà; alla stazione prende un treno per il Lussemburgo.
7 (sic): "Jonathan si distende". Jonathan nella natura. Poi a Bruges, fra i suoi antichi monumenti, poi al mare.
4 bis: "Frammenti dell'inchiesta di T". Varie immagini di Jonathan, di sua moglie, del mare, di tazze di caffè, di campanili di chiese.
9: "Intermezzo". T disegna una faccia alla lavagna.
10: "Le idee di Jonathan si chiariscono". Jonathan, notando come diverse forze naturali rimangano inutilizzate, pensa di sostituire alle antiche rovine nuove imprese industriali.
11: "Epilogo, dove l'inchiesta di T. diventa veramente interessante". Contratto in cui Jonathan cede del terreno presumibilmente per fondarvi un'industria.
12: "Conclusione". La moglie di Jonathan ora lo considera un genio. T è soddisfatto del proprio lavoro.